# Glasflügel 303 Mosquito
Der 303 Mosquito der Firma Glasflügel ist ein einsitziges Segelflugzeug der FAI-Klasse (Rennklasse). Es wurde von der Firma Glasflügel zwischen 1976 und 1980 hergestellt. Der Segelflug-Index beträgt 107 nach DMSt-Index 2012 sowie IGC-Indexliste 2010.

## Geschichte
Für die 15-Meter-Rennklasse entworfen, ersetzte der Mosquito die Libelle in der Glasflügel-Produktion. Dazu wurde der Rumpf des Standard-Klasse-Flugzeugs Hornet übernommen. Hinzu kamen Flächen mit Wölbklappen, die das FX 67-K-150-Profil besaßen. Die zu diesem Zeitpunkt innovativen Flächen hatten Hinterkanten-Drehbremsklappen und Wölbklappen. Zudem besaß der Mosquito automatische Anschlüsse für alle Ruder, Steuerflächen, ein Spornrad und den Ballasttank. Die Flugzeuge waren wahlweise mit einem Hauptrad von 4" oder 5" ausrüstbar.
Der Erstflug fand 1976 statt. Nach der Überlieferung der Piloten hatte sie ein gutes Handling und flog gutmütig, kam aber nicht ganz an die Leistungen des Schempp-Hirth Mini-Nimbus, der LS3 von Rolladen Schneider oder der ASW 20 von Schleicher heran. Daher blieb dem Mosquito der kommerzielle Erfolg seines Vorgänger-Flugzeuges, der Libelle, verwehrt.
Nach 101 gebauten Mosquitos wurden mit der Mosquito B einige Optimierungen eingeführt:
- Änderung des Rumpf-Flügel-Übergangs durch Verlängerung der Wölbklappen bis zum Rumpf
- Verkleinerung der Spannweite des Höhenruders von 2,5 m auf 2,1 m
- Überarbeitete Flügelstruktur mit ca. 13 kg Gewichtsreduktion
- Integraltanks für den Wasserballast in den Flügeln
- Hackenbremse anstatt eines Bremshebels unterhalb des Knüppels.
- Standardmäßiger Einbau eines 4"-Rads und optionaler Einbau eines 5"-Rads (ca. 1 kg schwerer)

Der Preis für einen Mosquito B wurde vom Hersteller mit 39.380 DM angegeben.
Bei 5 Mosquitos wurde, ähnlich wie bei der LS3-17, die Spannweite nachträglich auf 17,4 m verlängert. Die Gleitzahl beträgt Schätzungen zufolge 45 bis 46.
Mit der TM303-27 wurden vom Musterbetreuer Glasfaser Flugzeugservice GmbH 2024 nachrüstbare Winglets für den Mosquito zugelassen. Die Winglets sind vom Glasflügel 304 übernommen und wurden an den Flügel des Mosquito angepasst. Es ergeben sich dadurch Verbesserungen in der Leistung, der Richtungsstabilität und im Strömungsabrissverhalten.
Der Mosquito wurde 1980 vom Glasflügel 304 abgelöst.

## Namenskonvention
Der 303 Mosquito wird oft fälschlich als H303 oder H-303 bezeichnet. Der Buchstabe „H“ bezeichnete jedoch lediglich Flugzeuge, die von den Brüdern Wolfgang und Ulrich Hütter für Glasflügel entwickelt wurden.

## Technische Daten
| Kenngröße                | Mosquito                 | Mosquito B               |                        |
| ------------------------ | ------------------------ | ------------------------ | ---------------------- |
| Flügelspannweite         | 15,00 m                  | 15,00 m                  |                        |
| Flügelfläche             | 9,86 m²                  | 9,86 m²                  |                        |
| Streckung                | 22,8                     | 22,8                     |                        |
| Profil                   | FX 67-K-150              | FX 67-K-150              |                        |
| Spannweite Höhenleitwerk | 2,5 m                    | 2,1 m                    |                        |
| Länge                    | 6,40 m                   | 6,40 m                   |                        |
| Fahrwerk                 | einziehbar, ungefedert   | einziehbar, ungefedert   | einziehbar, ungefedert |
| Höchstgeschwindigkeit    | 250 km/h                 | 250 km/h                 |                        |
| Leermasse                | ca. 250 kg               | ca. 235 kg               |                        |
| max. Startmasse          | 450 kg                   | 450 kg                   |                        |
| Gleitzahl                | 42 bei 100 km/h          | 42 bei 100 km/h          |                        |
| Geringstes Sinken        | ca. 0,61 m/s bei 83 km/h | ca. 0,61 m/s bei 83 km/h |                        |
| Konstrukteur             | Eugen Hänle              | Eugen Hänle              | Eugen Hänle            |
| Herstellungszeitraum     | 1976–1977                | 1977–1980                |                        |
| Stückzahl                | 101                      | 100                      |                        |